# Wild Hope
Wild Hope е петият студиен албум на американската певица и актриса Менди Мор, първият от четири години насам. Той е реализиран на 19 юни, 2007. Броейки и нейната компилация и кавър албума ѝ, всъщност Wild Hope е седмият албум в цялата кариера на Мор и първият, в който тя участва в написването на някои от песните. Критиците се изказват положително за албума. Wild Hope дебютира в U.S. Billboard 200 на 30 позиция, продавайки 25 000 копия първата седмица след излизането си. Това е третият най-висок дебютиращ албум на Мор. След издаването на петия си албум Мор тръгва за първи път на турне като един от водещите изпълнители.

## Списък на песните
1. Extraordinary (Moore, Talan, Tannen, Weepies) – 2:54
2. All Good Things (Moore, Talan, Tannen, Weepies) – 2:53
3. Slummin' In Paradise (Moore, Renald) – 4:12
4. Most of Me (McKenna, Moore) – 4:47
5. Few Days Down (Moore, Talan, Tannen, Weepies) – 3:23
6. Can't You Just Adore Her? (McKenna, Moore) – 3:55
7. Looking Forward to Looking Back (Moore, Talan, Tannen, Weepies) – 3:13
8. Wild Hope (Moore, Talan, Tannen, Weepies) – 2:59
9. Nothing That You Are (Moore, Renald) – 4:28
10. Latest Mistake (McKenna, Moore) – 4:08
11. Ladies' Choice (Holmes, Moore, Yamagata) – 4:56
12. Gardenia (Kreviazuk, Moore) – 4:27

### Сингли
- Extraordinary
- Nothing That You Are
- All Good Things (Australia Radio single only)
- Slummin In Paradise featuring Jason Mraz

### Бонус парчета
- Swept Away (McKenna, Moore) – iTunes/Australian Bonus Track – 4:23
- Could Have Been Watching You (Hem, Moore) – Target Bonus Track – 3:17
- All Good Things (Raw Version) (Moore, Talan, Tannen, Weepies) – Target/Japanese Bonus Track – 2:53

### Незаписани песни
- Changed My Mind (McKenna, Moore)
- Shades (Moore, Renald)
- Never Again (Moore, Renald)

### Чартове
| Чарт (2007)               | Позиция | Продадени копия |
| ------------------------- | ------- | --------------- |
| The Billboard 200 (САЩ)   | 30      | 250 000         |
| Топ Интернет албуми (САЩ) | 9       |                 |
| Топ 100 албума в Канада   | 84      | 15 000+         |